# 加藤茂苞

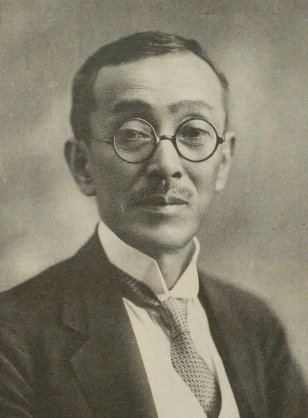
加藤茂苞

加藤 茂苞（かとう しげもと、慶応4年5月17日（1868年7月6日） - 1949年（昭和24年）8月16日）は、出羽国鶴岡（現・山形県鶴岡市）出身の農学者。農学博士。九州帝国大学教授。水原高等農林学校教授。東京農業大学教授。

## 人物
水稲の品種改良に約25年に渡り取り組み続け、数多くの新品種の創出を指導し東北稲作改良の父といわれた。代表的な新品種に「陸羽132号」がある。また、世界に存在する稲を印度型と日本型の2種類の型に分類する事を提案した。著作物に、水稲品種の改良、新品種育成に関する論文25編、講演筆記22編がある。

## 略歴
- 1868年、庄内藩士・加藤甚平の長男として、出羽国鶴岡家中新町に生れる。
- 1891年、東京帝国大学農学部農学科を卒業し、山形県師範学校教諭となる。
- 1896年、農商務省農事試験場技師となり、陸羽支場に勤務する。
- 1903年、畿内支場勤務となる。
- 1904年、日本で初めて20組み合わせの稲の人工交配に成功する。
- 1908年、これまでの稲の人工交配の組み合わせ総数が235になる。
- 1916年、陸羽支場勤務となる。
- 1919年、農学博士号を取得する。
- 1921年、九州帝国大学（現・九州大学）教授に就任する。
- 1926年、朝鮮国の水原高等農林学校（現・ソウル大学校農業科学生命大学）教授を兼務する。
- 1928年、朝鮮総督府農事試験場技師となる。
- 1934年、同職を退官し、東京農業大学教授となる。
- 1949年8月16日、死去する。享年82。墓所は多磨霊園。

## 栄典
位階
- 1896年（明治29年）5月30日 - 正八位[3]
- 1898年（明治31年）3月30日 - 従七位[4]
- 1900年（明治33年）4月30日 - 正七位[5]
- 1902年（明治35年）10月20日 - 従六位[6]
- 1904年（明治37年）10月21日 - 正六位[7]
- 1908年（明治41年）2月21日 - 従五位[8]
- 1913年（大正2年）3月10日 - 正五位[9]
- 1918年（大正7年）3月30日 - 従四位[10]
- 1924年（大正13年）10月15日 - 正四位[11]
- 1929年（昭和4年）12月2日 - 従三位[12]
- 1932年（昭和7年）1月9日 - 正三位[13]

勲章
- 1907年（明治40年）12月27日 - 勲六等瑞宝章[14]
- 1912年（明治45年）6月27日 - 勲五等瑞宝章[15]
- 1915年（大正4年）11月10日 - 大礼記念章[16]
- 1918年（大正7年）7月26日 - 勲四等瑞宝章[17]
- 1923年（大正12年）12月25日 - 勲三等瑞宝章[18]
- 1930年（昭和5年）12月11日 - 勲二等瑞宝章[19]
- 1940年（昭和15年）11月10日 - 紀元二千六百年祝典記念章[20]

## 著作
- 述『米穀改良に就て』愛知県内務部、1912年。
- 講演『稲の品種改良に就て』三重県立農事試験場、1913年。
- 述『産米改良講話』福島県内務部、1919年。

## 親族
- 父：加藤甚平 - 庄内藩士
- 弟：田倉八郎 - 満州国交通部次長、逓信総合博物館長

## 共同研究者
- 安藤広太郎 - 東京帝国大学農学部教授、農商務省農事試験場長